# Strongygaster celer
Strongygaster celer är en tvåvingeart som först beskrevs av Johann Wilhelm Meigen 1838.  Strongygaster celer ingår i släktet Strongygaster och familjen parasitflugor. Arten är reproducerande i Sverige. Inga underarter finns listade i Catalogue of Life.